# Pole-21
Le système de contre-mesures électromagnétiques (ECM) Pole-21 est un système de guerre électronique russe capable de brouiller ou de bloquer les émissions électromagnétiques provenant de diverses sources.

## Caractéristiques
C'est un système de guerre électronique qui combine plusieurs antennes à de puissants générateurs de signaux radio capables de brouiller les liaisons entre les satellites GPS et les drones permettant de couvrir une zone de 150 x 150 km et bloque les émissions électromagnétiques à une distance d'au moins 25 km,.
Chaque station Pole-21 comprend un conteneur avec un équipement embarqué et jusqu'à 3 composants d'antenne ainsi qu’un panneau de commandes à distance qui contrôle plus de 100 antennes de brouillage,.
Le Pole-21 brouille les signaux électromagnétiques utilisés pour la communication via les systèmes satellites GPS, Galileo, GLONASS et Beidou.

## Historique
L'ECM Pole-21 est adopté et utilisé à partir de 2016 par l'armée russe et déployé en décembre 2019, à la 201e base des forces armées russes au Tadjikistan, en 2020 dans le Haut-Karabakh pour contrer les drones Bayraktar, en 2021  installés sur la base de Tartous en Syrie puis sur le territoire occupé de l'Ukraine à partir de 2022.
En novembre 2023, durant la guerre russo-ukrainienne, une station de ce système installée dans l'oblast de Zaporijjia est détruite par une bombe JDAM ukrainienne.